# 火振りかまくら

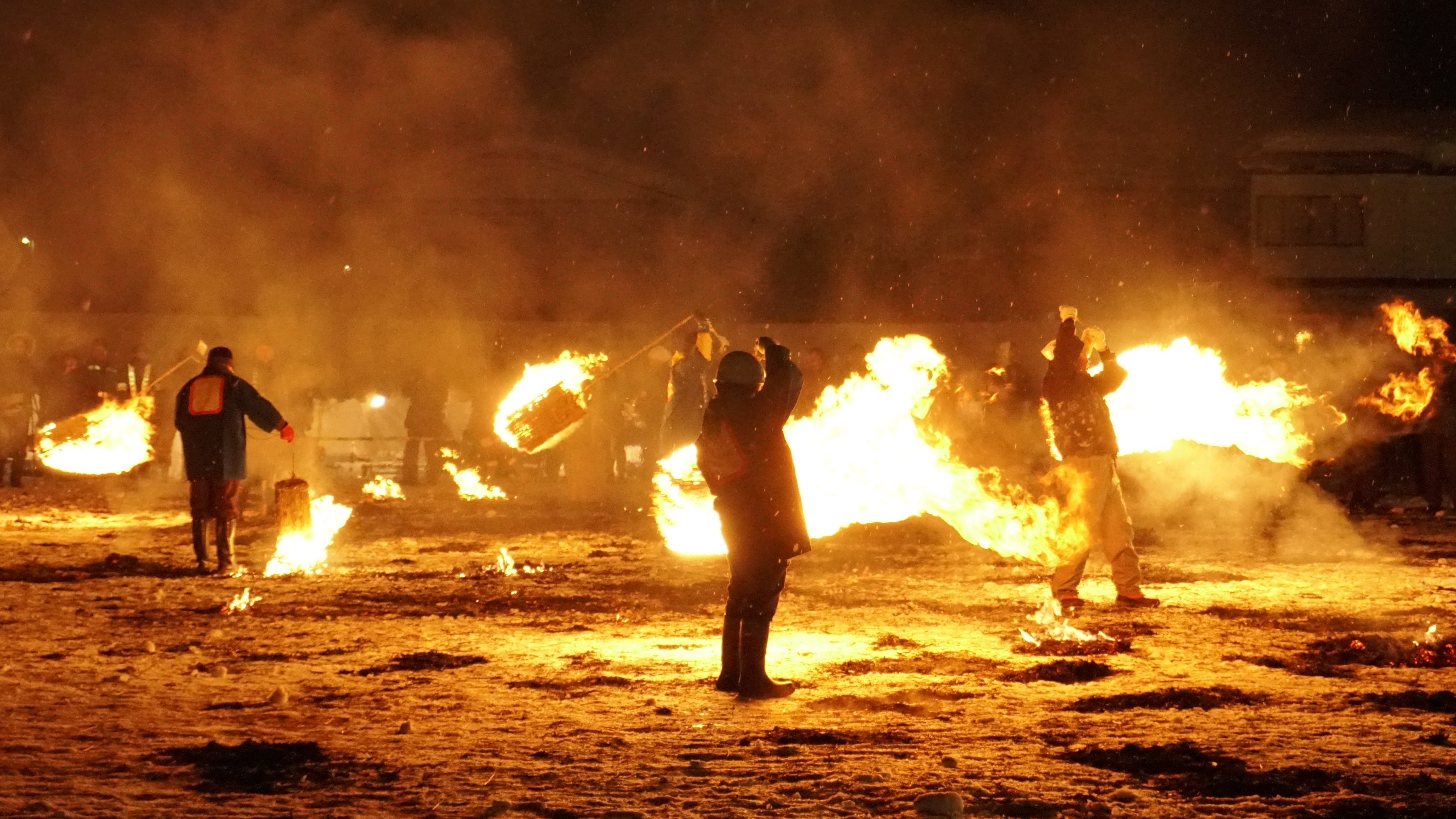
火振りかまくら（2019年）

火振りかまくら（ひぶりかまくら）は、秋田県仙北市角館地域に伝わる伝統行事。火振りは、わら紐の先に付けた、稲わらを編んで作った小さな俵に火を付けて、からだの周りを振り回すもので、神聖な火で厄を払うとともに、五穀豊穣・無病息災・家内安全など、一年の無事を祈願するものである。仙北市指定無形民俗文化財。
田の忌みを嫌った農家によって始められた 400年以上の伝統を持つ小正月の行事であり、毎年2月14日に行われる。当日14日は角館地区の36か所で町内毎の火振りかまくらが行われる。火振りのあとは使用した縄をお守りとして持ち帰る場合もある。
真っ白な雪の中に踊る火の輪は冬の夜のメルヘンの世界へと誘い、雪国の温かさをさらに感じさせる。この行事は見るだけでなく参加できる行事であり、万一服に引火すると危険なので角館祭りに使う木綿のハッピが貸しだされる。
町内毎に決まった場所で、火振りとともに正月の注連飾りなどを高い木に縛りつけて燃やす天筆焼きが行われる。また雪洞も作られ水神様が祀られる。

## ギャラリー

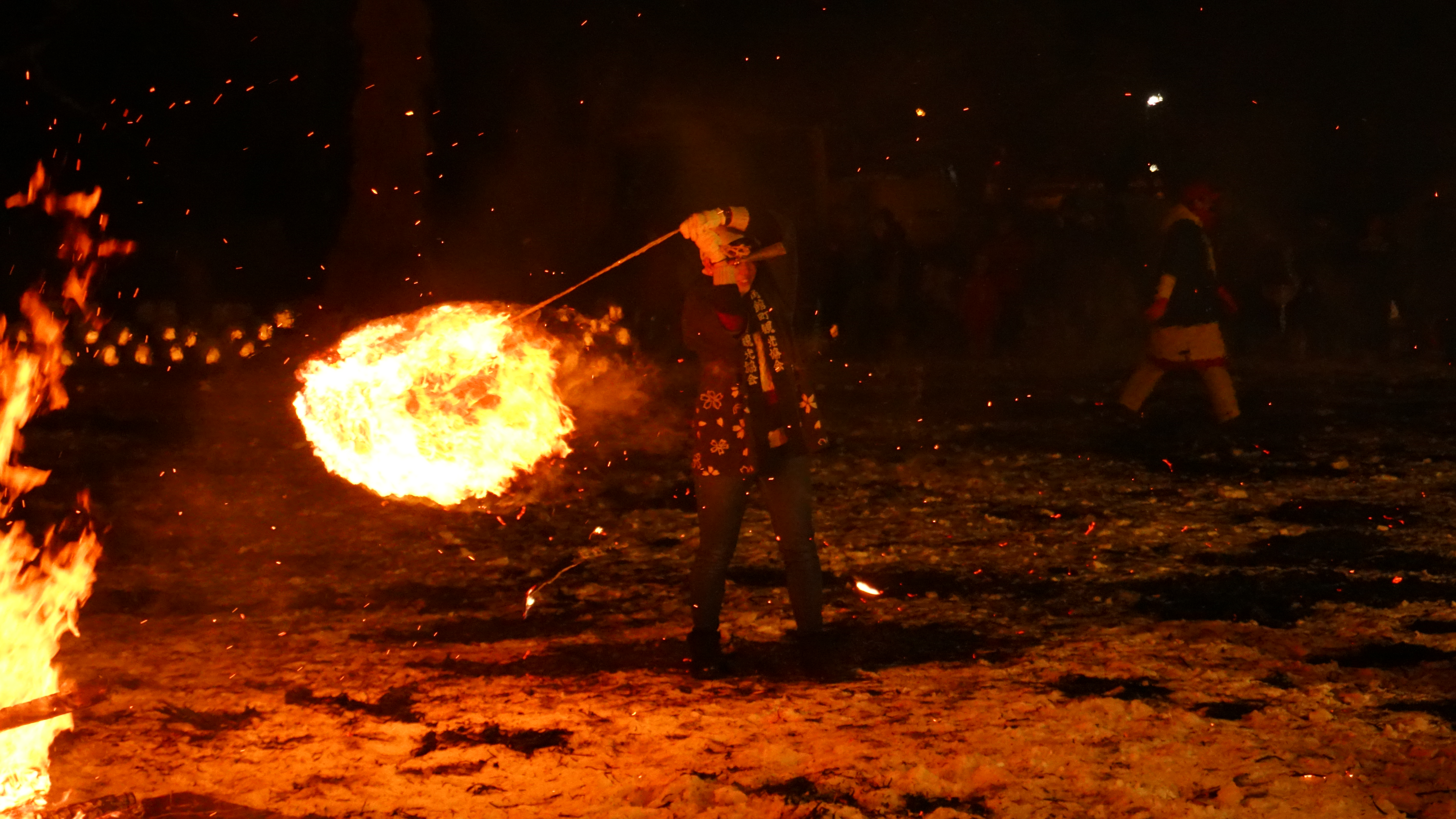
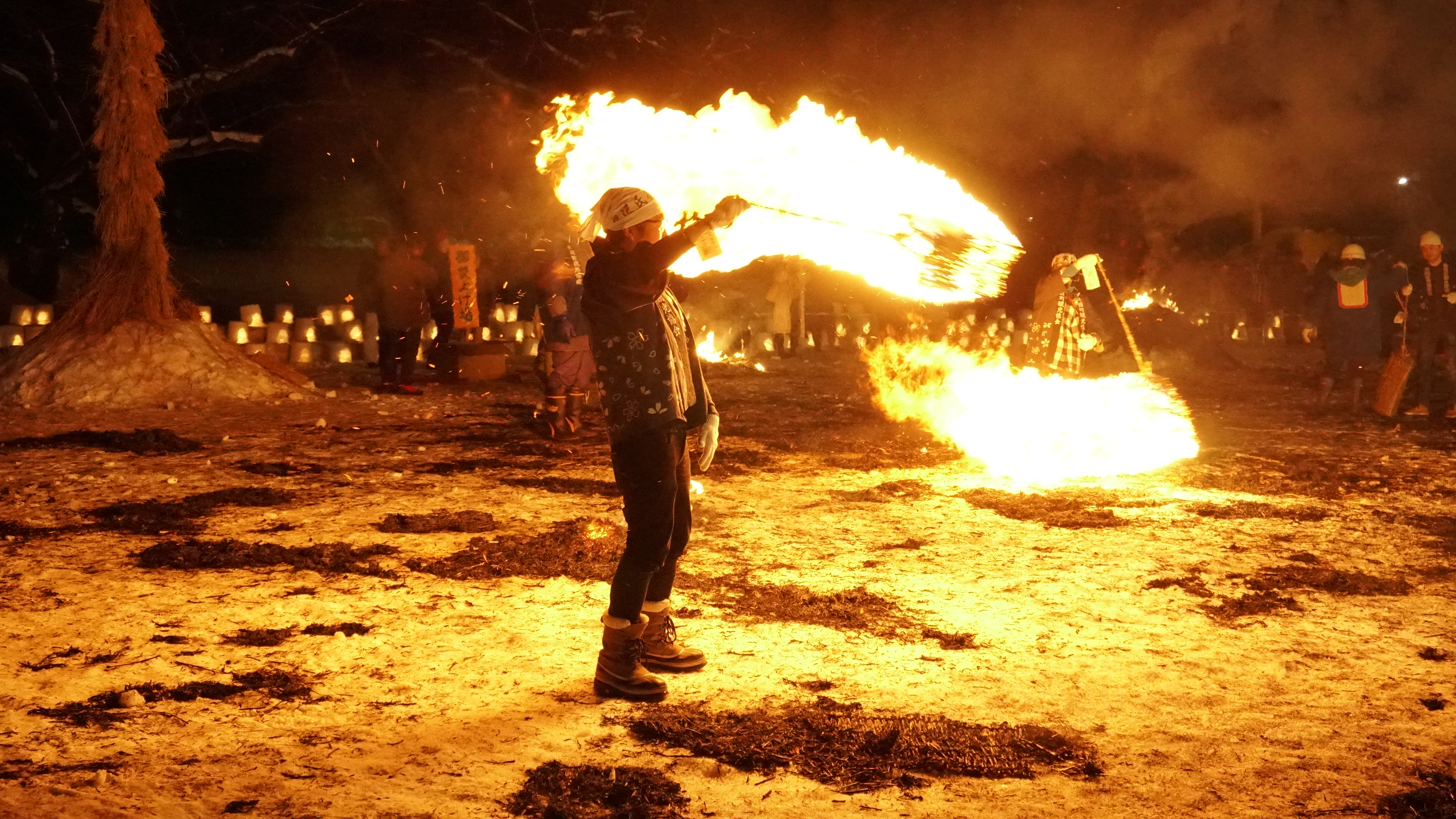
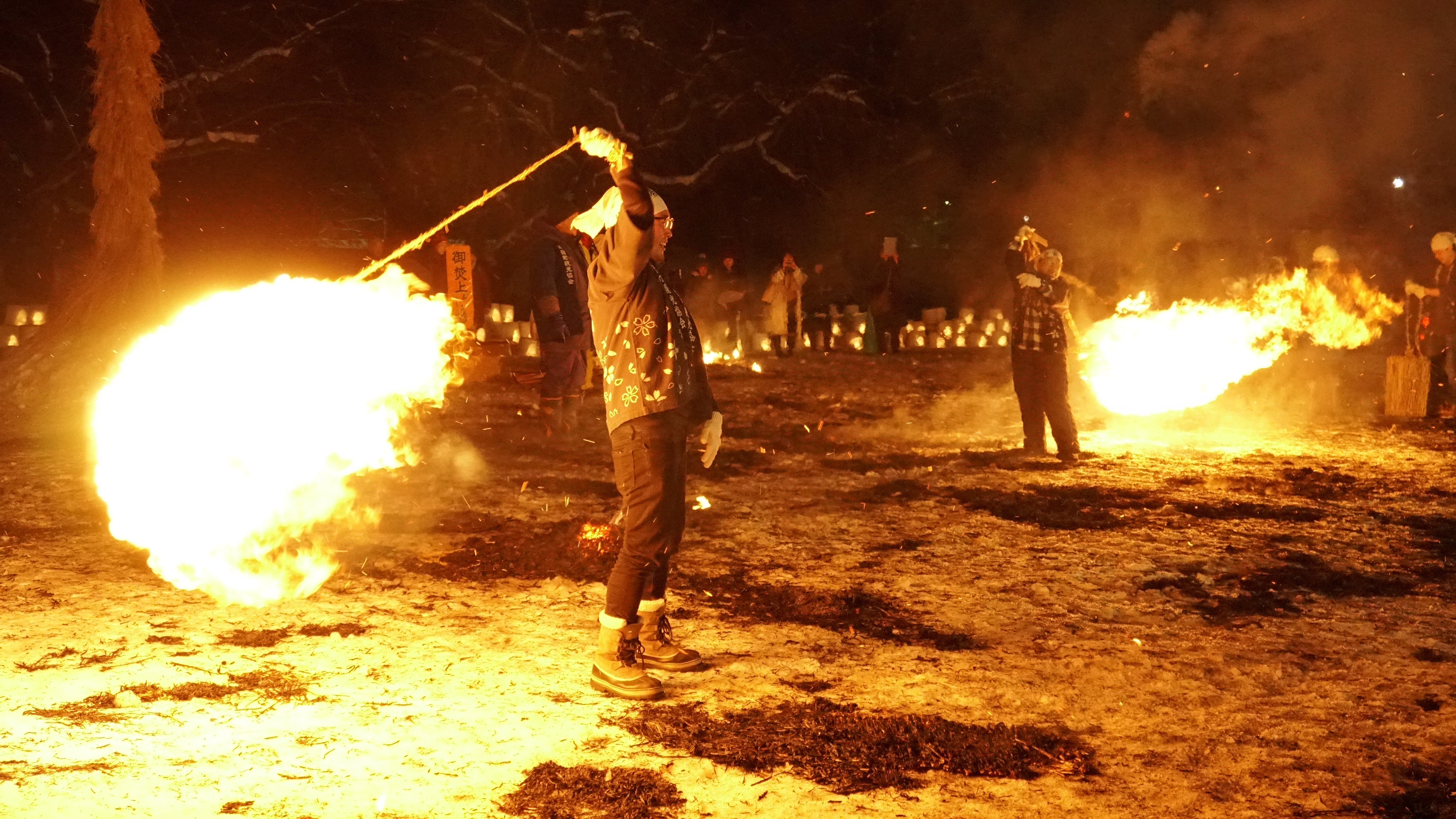

## アクセス
- JR東日本秋田新幹線角館駅下車、徒歩15分。